# 玛德利

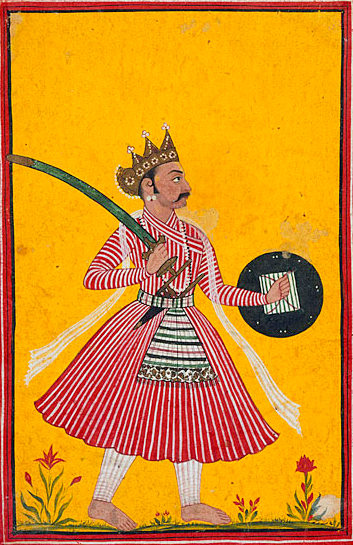
瑪德利之子無種

瑪德利，史詩《摩訶婆羅多》人物，摩德羅國公主，般度的第二位妻子。般度在繼任俱盧國王位後四處征戰，也建立許多邦交。某次在與摩德羅國交戰中，他發現摩德羅國王沙利耶的戰車其速度飛快，而車夫不是別人，正是沙利耶的妹妹瑪德利。般度提出以姻親結盟來取代戰爭，之後他與瑪德利建立婚姻關係。般度曾因為在森林中打獵時誤殺仙人而得到了與女人交歡就會死亡的詛咒，但透過貢蒂的咒語幫助，瑪德利為般度生下了名義上的兒子，偕天和無種（真正生父是雙子神雙馬童）。某一天，般度抵抗不了瑪德利美貌的誘惑，忘了詛咒而向她求愛，瑪德利雖然拒絕他，但還是讓仙人的死亡詛咒成真。般度的死讓瑪德利自責，她把兒子托給貢蒂扶養後，在般度的火葬中行娑提殉情。

## 外部連結
- KMG Mahabharata （页面存档备份，存于）

## 资料来源
- 《摩诃婆罗多》，中国社会科学出版社，ISBN 7-5004-5246-2